# Rose Dieng-Kuntz
Rose Dieng-Kuntz (Senegal, 1956 – Niça, 30 de juny de 2008) va ser una científica informàtica senegalesa que va especialitzar-se en intel·ligència artificial.

## Biografia
Dieng-Kuntz va créixer a Senegal, en una família de set germans i germanes. Procedent d'un entorn molt humil, la seva mare era analfabeta. Va rebre una educació severa -de la qual ella afirmaria estar agraïda- en la qual l'única forma concebible de prosperar era a través de l'escola.
Va estudiar en el liceu Van-Vollenhoven de Dakar, on va destacar com a estudiant de Matemàtiques, i també de Francès, Llatí i Grec. Va obtenir una beca per continuar els seus estudis a París, en el Liceu Fénelon.
Va ser la primera dona africana que va estudiar en la prestigiosa École polytechnique francesa, el 1976.
Després de diplomar-se en Enginyeria en la École Nationale Supérieure des Télécommunications, Dieng-Kuntz es va doctorar en Informàtica a la Universitat de París Sud i va començar a treballar en intel·ligència artificial per a l'empresa Digital Equipment Corporation.
L'àrea d'especialització per al seu doctorat va ser l'especificació del paral·lelisme.
En Digital Equipment va conèixer a Pierre Haren, que desitjava crear un grup de recerca en el Institut National de Recherche en Informatique et en Automatique (INRIA) -un centre de recerca nacional francès que se centra en informàtica, teoria de control i matemàtica aplicada, i on el seu camp d'especialització era en el coneixement compartit en la World Wide Web per desenvolupar generadors de sistemes experts. El 1985, Rose va abandonar Digital per treballar en el INRIA, on es va incorporar al projecte SMECI, liderat per Haren. En aquest projecte es tractava de desenvolupar una eina genèrica que permetés posteriorment construir tot un seguit de aplicacions. Dieng-Kuntz era l'encarregada de les "explicacions": l'objectiu era crear un sistema expert capaç d'explicar els seus raonaments als usuaris.
Quan Haren va abandonar el INRIA el 1988, Dieng-Kuntz va romandre en el INRIA. El projecte SMECI va passar a ser el projecte SECOIA, dirigit per Bertrand Neveu. Rose Dieng-Kuntz va començar llavors a interessar-se pels sistemes d'adquisició de dades, i des de 1992 fins a la seva finalització en 2006 va liderar el projecte ACÀCIA (Acquisition des connaissances pour l'assistance à la conception parel interaction entre agents) al centre del INRIA de Sophia Antipolis.
Va morir en 2008 a conseqüència d'una llarga malaltia. La seva defunció va rebre cobertura de mitjans de comunicació nacionals. La ministra francesa de Recerca i Educació Superior, Valérie Pécresse, va expressar la seva tristesa i va emetre una declaració que sobre la mort de Rose Dieng Kuntz: "França i el món de ciència acaben de perdre una ment visionària i un talent immens".
Les seves últimes investigacions se centraven en l'administració del coneixement i la Web semàntica. Va ser molt activa en la difusió de la seva passió per la ciència entre l'alumnat, i en particular entre les alumnes. En les seves paraules:
| «                  | Pel que fa al futur, la meva visió un web del coneixement que connecti als individus, organitzacions, països i continents. La recerca que volem fer busca millorar la cooperació entre les empreses i la comunitat mitjançant la construcció de "xarxes de coneixement", un objectiu que està d'acord amb l'objectiu d'Europa d'evolucionar d'una "societat de la informació" a una "societat del coneixement" | » |
| — Rose Dieng-Kuntz | |   |

## Premis i distincions
- Premi Irène Joliot-Curie, 2005
- Cavaller de la Legió d'Honor, 2006.

## Publicacions
És autora de nou llibres i més de cent articles sobre intel·ligència artificial, gestió del coneixement, ontologia, web semàntica, grafs conceptuals i sistemes multiagentes.
- Leading the Web in Concurrent Engineering: Next Generation Concurrent Engineering (Frontiers in Artificial Intelligence and Applications), 2006. Con P. Ghodous y G. Loureiro. (ISBN 1586036513).
- Knowledge Management and Organizational Memories, 2002. (ISBN 1461353181).
- Knowledge management : Méthodes et outils pour la gestion des connaissances, 2005. (ISBN 2100496352).